# 1971 en sport automobile
Chronologie du Sport automobile
1970 en sport automobile - 1971 en sport automobile - 1972 en sport automobile

## Les faits marquants de l'année1971enSport automobile
- Jackie Stewart remporte le Championnat du monde de Formule 1 au volant d'une Tyrrell-Ford.

## Par mois

### Janvier
- 24 janvier : Grand Prix automobile d'Argentine

### Mars
- 6 mars, (Formule 1) : Grand Prix automobile d'Afrique du Sud.

### Avril
- 18 avril (Formule 1) : Grand Prix automobile d'Espagne.
- 23 avril : Grand Prix automobile de Pau

### Mai
- 2 mai : Eifelrennen
- 8 mai : BRDC International Trophy
- 23 mai (Formule 1) : Grand Prix de Monaco, remporté par Jackie Stewart, devant Ronnie Peterson et Jacky Ickx. Lors de cette course, le cinéaste Roman Polanski, qui s'est lié d'amitié avec Jackie Stewart, tourne son documentaire Weekend of a Champion, sorti en 1972 et récompensé lors de la Berlinale 1972, en promenant sa caméra pendant trois jours dans l'intimité du champion écossais, sur le circuit et en dehors du circuit.
- 29 mai : 500 miles d'Indianapolis

### Juin
- 12 juin : départ de la trente-neuvième édition des 24 Heures du Mans.
- 13 juin : victoire de Helmut Marko et Gijs van Lennep aux 24 Heures du Mans.
- 20 juin (Formule 1) : Grand Prix automobile des Pays-Bas.

### Juillet
- 4 juillet (Formule 1) : victoire de Jackie Stewart sur une Tyrrell-Ford au Grand Prix automobile de France.
- 17 juillet (Formule 1) : Grand Prix de Grande-Bretagne.

### Août
- 1er août (Formule 1) : Grand Prix automobile d'Allemagne.
- 15 août (Formule 1) : Grand Prix automobile d'Autriche.

### Septembre
- 5 septembre (Formule 1) : Grand Prix automobile d'Italie.
- 19 septembre (Formule 1) : Grand Prix automobile du Canada.

### Octobre
- 3 octobre (Formule 1) : Grand Prix automobile des États-Unis.

## Naissances
- 18 janvier : Christian Fittipaldi, pilote automobile brésilien, fondateur de l'écurie Copersucar-Fittipaldi.
- 19 janvier : Marcus Dodd, pilote automobile anglais de rallyes.
- 25 janvier : 
  - Luca Badoer, pilote automobile italien de Formule 1, pilote essayeur de la Scuderia Ferrari depuis 1996.
  - Jaques Lazier, pilote automobile américain.
- 17 mars : Cédric Robert, pilote de rallye automobile français.
- 3 avril : Emmanuel Collard, un pilote automobile français
- 9 avril : Jacques Villeneuve, pilote automobile canadien, champion du monde de Formule 1 en 1997, vainqueur des 500 miles d'Indianapolis en 1995.
- 23 mai : Khalifa Al Mutaiwei, pilote de rallyes et de rallyes-raids émirati.
- 16 juin : Derek Lynch, pilote automobile, promoteur et directeur de courses canadien.
- 21 juillet : Anthony Beltoise, pilote automobile français, fils du pilote Jean-Pierre Beltoise.
- 4 août : Jeff Gordon, pilote automobile américain de NASCAR (National Association for Stock Car Auto Racing).
- 10 septembre : Claudia Hürtgen, pilote automobile allemande.
- 18 octobre : Cody Crocker, pilote de rallyes australien.
- 20 octobre : Mario Gosselin, pilote automobile de stock-car.
- 1er décembre : Christian Pescatori, pilote automobile italien.
- 17 décembre : Cory Witherill, pilote automobile navajo, de nationalité américaine.

## Décès
- 10 janvier :  Ignazio Giunti, pilote automobile italien, (° 30 août 1941).
- 8 mars : Carlo Maria Pintacuda, pilote automobile italien, (° 18 septembre 1900).
- 19 avril : Luigi Piotti, pilote de voitures de sport et de Formule 1 italien. (° 27 octobre 1913).
- 24 octobre : Jo Siffert (Joseph Siffert), pilote suisse de Formule 1, (° 7 juillet 1936).
- 20 décembre : Igor Troubetzkoy, sportif complet à la fois cycliste, skieur et pilote automobile. un des premiers pilotes à piloter une Ferrari en compétition automobile. (° 23 août 1912).